# Indywidualne Mistrzostwa Polski w Zapasach 1924
Mistrzostwa Polski w Zapasach 1924 – zawody sportowe, które odbyły się w 1924 w Warszawie.
W 1924 przeprowadzono pierwsze, jeszcze nieoficjalne mistrzostwa Polski w zapasach (wówczas przedstawiane jako walki grecko-rzymskie). Ich celem było wyłonienie reprezentacji na igrzyska olimpijskie w 1924 w Paryżu. Startowano wyłącznie w stylu klasycznym. 27 kwietnia 1924 zorganizowano pojedynki w wadze koguciej i piórkowej. Dokończenie zawodów zorganizowało Polskie Towarzystwo Atletyczne w Warszawie 3 maja 1924, gdy odbyły się pojedynki w wadze lekkiej i średniej. We wszystkich kategoriach zwyciężyli zawodnicy PTA Warszawa.

## Medaliści
| Kategoria:     | Złoto:                                           | Srebro:                      |
| waga kogucia   | Wacław Ziółkowski PTA Warszawa                   | A. Popielarczyk PTA Warszawa |
| waga piórkowa  | Mieczysław Giers wzgl. Józef Giersz PTA Warszawa | Wacław Jasicki Poznań        |
| waga lekka     | Leon Rękawek PTA Warszawa                        | Szkoda ŁKA Siła              |
| waga średnia   | Wacław Okulicz-Kozaryn PTA Warszawa              | Chile ŁKA Siła               |
| waga półciężka | Mirosławski PTA Warszawa                         | Pucjata PTA Warszawa         |
| waga ciężka    | Grzeszczak PTA Warszawa                          |                              |